# 南菜園
25°01′38″N 121°31′13″E / 25.027219°N 121.520190°E

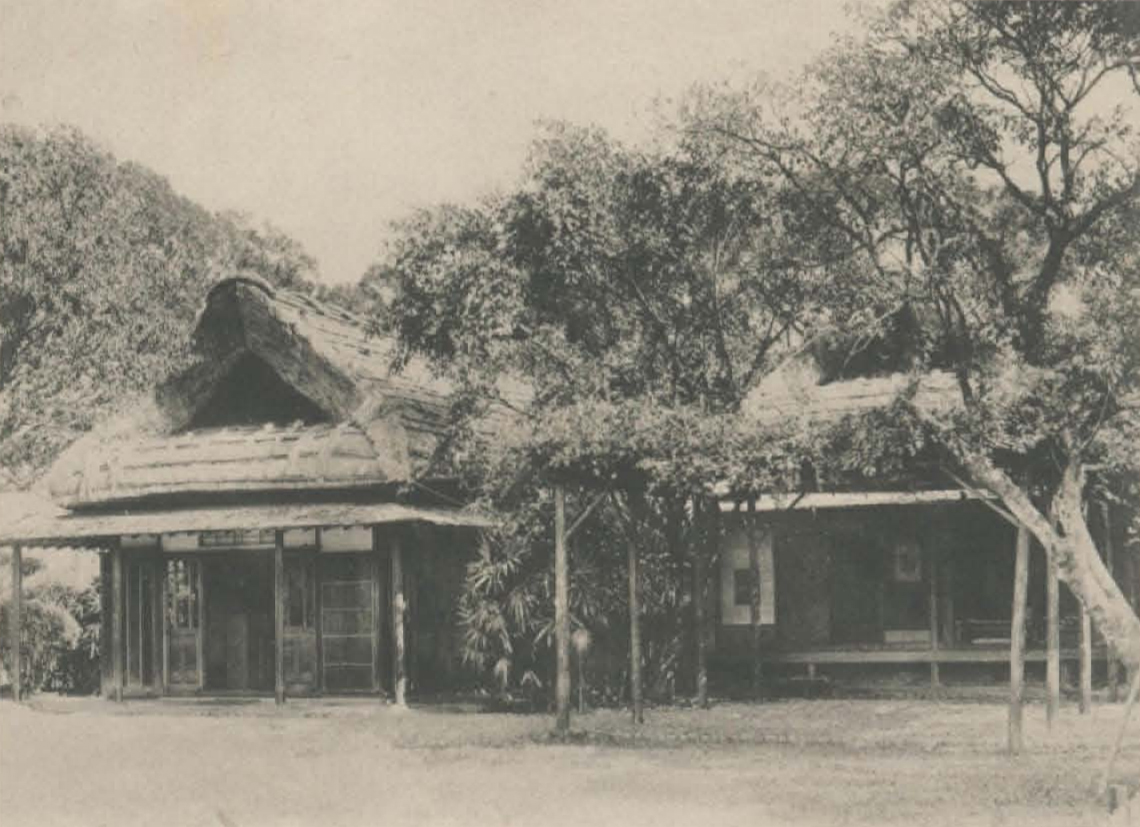
南菜園之建築

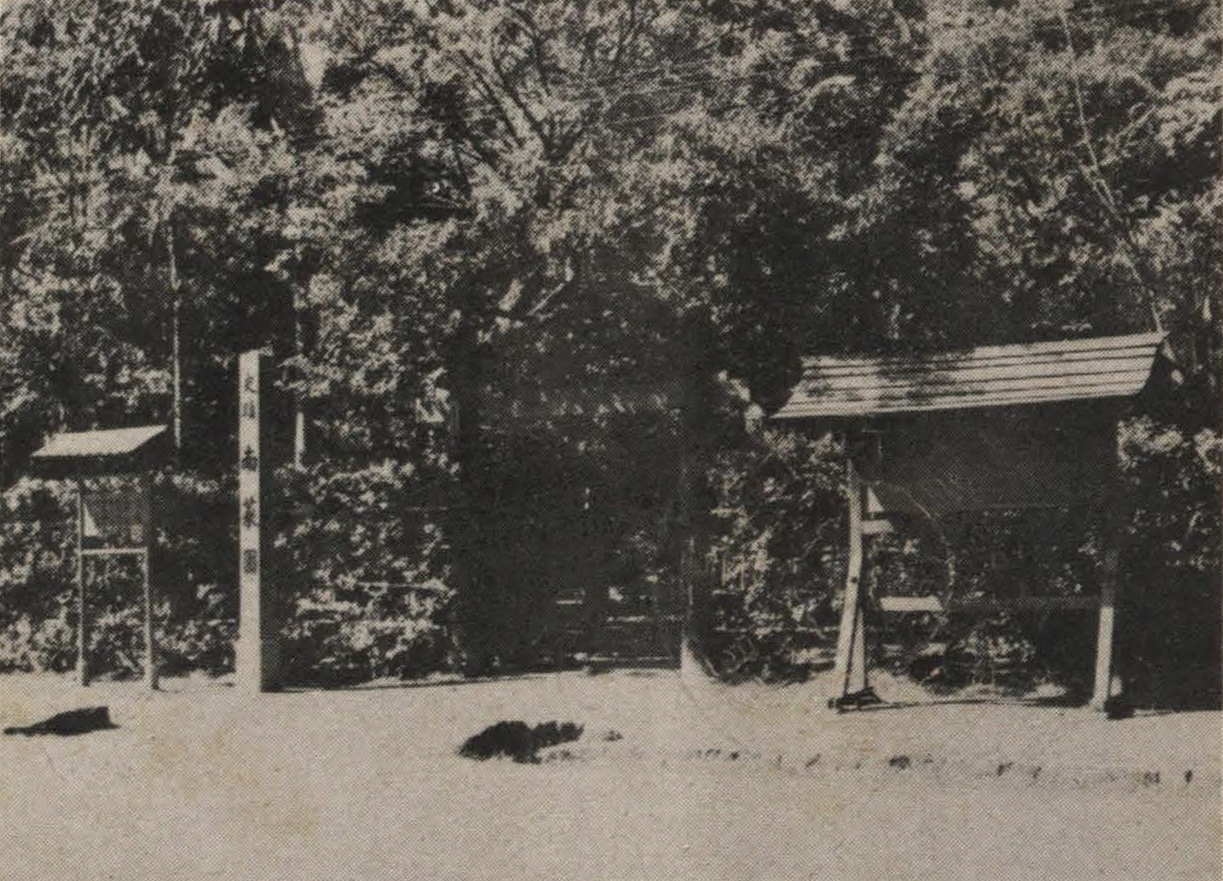
南菜園入口

南菜園是台灣總督兒玉源太郎的別墅，位於日治時期的台北市兒玉町四丁目，於1899年（明治三十二年）6月落成，型式為儉樸的木造房屋，由兒玉總督親自命名為「南菜園」。當局因考量南菜園的重要意義，為此變更都市計畫道路，並在1941年（昭和十六年）將其指定為史蹟。南菜園在二戰後由謝東閔使用，建築約在1970年代拆除，原址現為臺北市中正區的南昌公園。南菜園附近的日式宿舍於2006年被指定為台北市市定古蹟與歷史建築前南菜園日式宿舍。

## 歷史

### 南菜園設立
南菜園位在台北市南門外的古亭庄，此處一帶原為居住在三板橋庄的周可安的土地，兒玉源太郎在1898年2月擔任第四任台灣總督後向其借入土地以興建自宅「南菜園」，南菜園為日本內地農家型式的木造茅草屋頂建築，在1898年6月竣工。南菜園裡種有兒玉源太郎自日本帶來的藤樹，據說此為兒玉源太郎雅號「藤園」的由來。南菜園落成時，兒玉源太郎時作《已亥六月結廬於城南古亭莊名曰南菜園偶作一詩》：「古亭莊外結茅廬，畢竟情疎景亦疎。雨讀晴畊如野客，三畦蔬菜一床書。」，並邀集內臺詩人開聯吟大會。南菜園落成不久的同年8月，其涼亭被颱風催毀，在修復涼亭的同時，臺灣日日新報漢文部主任籾山衣洲負責管理南菜園並居住在此，直到1903年3月改由尾崎秀真一家人管理居住。籾山衣洲居住在此的五年間，編成了收錄了60多首詩的《南菜園唱和集》。然而，兒玉源太郎自1903年（明治36年）7月接任日本內務大臣，改兼任台灣總督，因此不常待在南菜園。兒玉源太郎在1907年10月去世後，其長子兒玉秀雄將南菜園捐給臺灣婦人慈善會。

### 兒玉町命名及南菜園保存
在台北市於1922年實施町名改正時，南菜園附近因與兒玉源太郎之淵源，而被改為「兒玉町」，南菜園的地址為兒玉町四丁目13番地。另外，台北市在1901年規劃了市區南方的改正計畫，原計畫將道路直接穿越南菜園，並在此設自一丁字路口，但此道路開闢後因台北市的財政因素而一直未實施，直到石塚英藏在1929年擔任台灣總督時，在同年9月10日造訪了南菜園，因有感於兒玉總督對台灣的貢獻，以及其過去曾在兒玉總督時期擔任敕任參事官長，故於後向台北市市區計畫委員會提出「南菜園附近市區計畫一部變更案」，其中一個變更案是將南菜園周邊以環狀道路圍繞，但後來在1930年1月由委員會修改為三角形的道路，並在1938年10月1日正式通過此都市計畫道路變更。其中重要的推手為總督府營繕課長井手薰，井手薰同時身為市區改正委員會、都市計畫委員會、史蹟名勝天然紀念物調查委員會的委員，常在各種場合強調保存南菜園的必要性。1941年6月14日，被史蹟名勝天然紀念物調查會指定為史蹟名勝天然紀念物。
南菜園室內展示了兒玉源太郎的相片，並設有小型神殿，以及在滿州國首都新京兒玉公園內的兒玉源太郎銅像的縮小版銅像。兒玉家在1932年7月15日向南菜園寄贈了兒玉源太郎使用過的軍服、軍帽、茶碗、硯臺、墨床、文鎮等物品，而此軍服及軍帽為兒玉源太郎在日俄戰爭中所使用。

### 戰後
二戰後，南菜園由台灣省婦女會接收，分配給台灣省政府任職的謝東閔和謝敏初兩家人居住。1956年，南菜園發生火災，災後將茅草屋頂換成瓦片。1970年代，南菜園被拆除，改建為南昌公園。

## 園內設施

### 北白川宮大妃殿下御歌碑

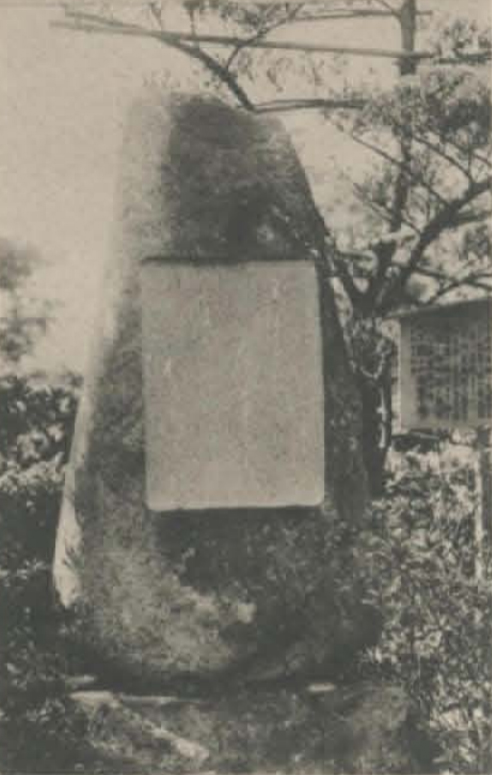
北白川宮大妃殿下御歌碑

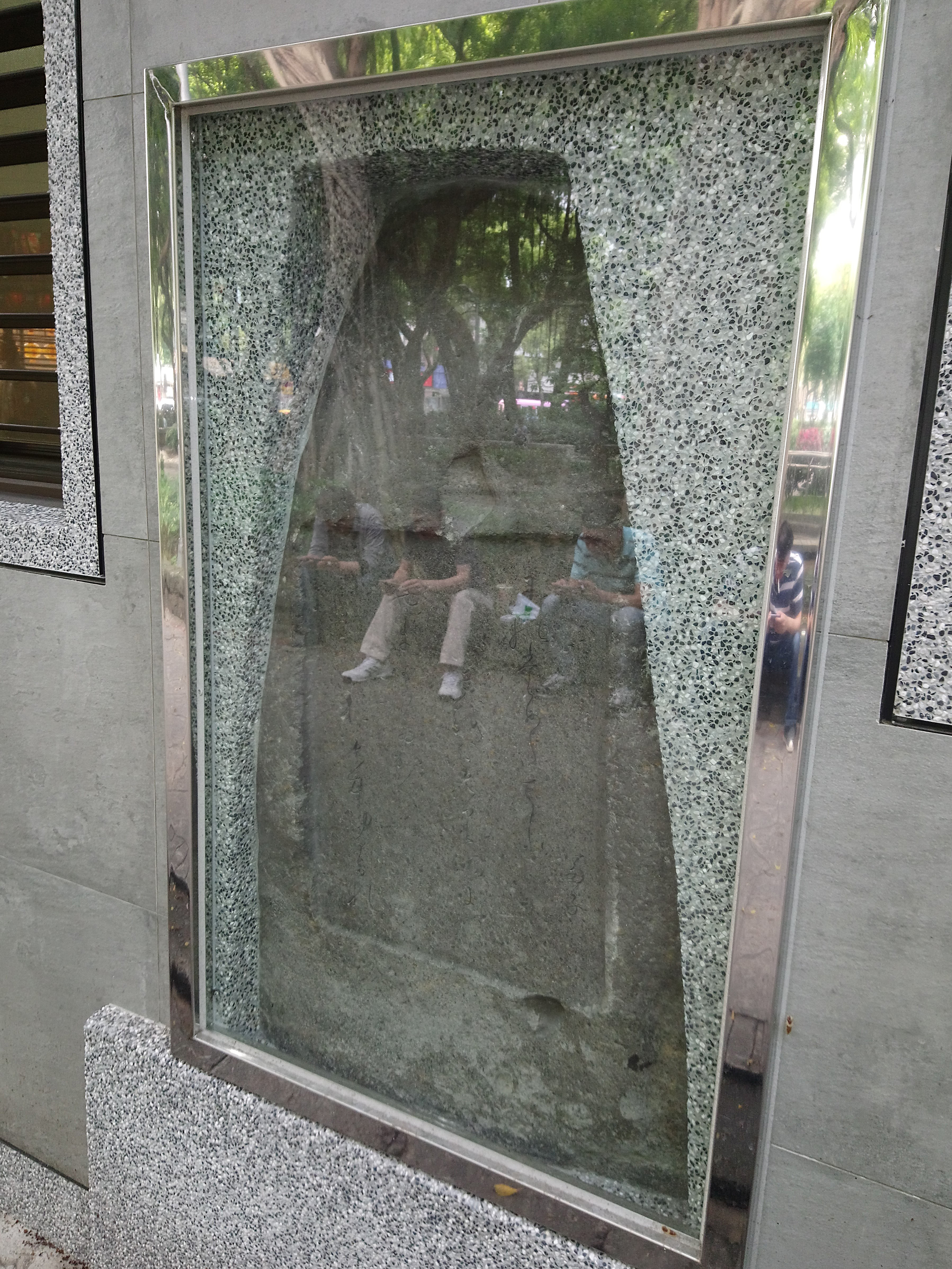
北白川宮大妃殿下御歌碑現況

1901年10月北白川宮能久親王的遺孀能久親王妃富子來台參加台灣神社的鎮座式，富子妃在29日上午參訪南菜園，30日在方形的色紙上寫下了「国の為たてし、いさをはもりそにの、山より高く、おもほゆるかな」贈與兒玉總督，意思是「兒玉總督為國之功績比摩里遜山（玉山）還高，令我不自覺地思念及景仰」。
後來將北白川宮的御歌刻成石碑，石材使用大屯山溪谷的士林石，石匠為稻富松市，石碑座和周圍的樹石布置則是由井手薰設計。1941年3月17日，南菜園的北白川宮能久親王大妃殿下御詠吟記念碑舉行除幕式落成，並請來了前台灣軍司令官兒玉友雄、臺灣總督小林躋造、台灣軍司令官本間雅晴等人列席參加。二戰後，此碑被移至附近的南福宮內。

### 普泉
南菜園外有兒玉總督所掘之井，作為路人皆可飲用的泉源，因此名為「普泉」，並在一旁設置藤棚與座椅，做為行人的休憩所。

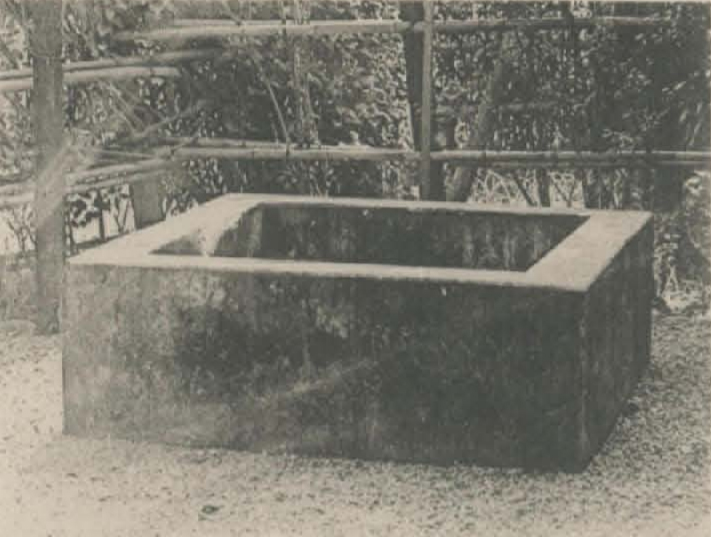
南菜園普泉

## 相關項目
- 前南菜園日式宿舍